# Салюк Володимир Володимирович
Салю́к Володи́мир Володи́мирович (нар. 25 червня 2002, Одеса, Україна) — український футболіст, захисник харківського «Металіста 1925». Бронзовий призер молодіжного чемпіонату Європи 2023 у складі збірної України U-21. Учасник Олімпійських ігoр 2024 і молодіжного чемпіонату Європи 2025.

## Клубна кар'єра
21 липня 2022 року приєднався до складу одеського «Чорноморця». 23 серпня 2022 року дебютував в українській прем'єр-лізі, коли вийшов в основному складі одеського клубу в грі 1-го туру чемпіонату України 2022/23 проти «Вереса» (0:1). 2 квітня 2023 року в матчі 19-го туру чемпіонату України 2022/23 «Чорноморець» — «Шахтар» (2:2) забив свій перший гол у складі одеської команди та в УПЛ.

## Досягнення
Молодіжна збірна України:
 Бронзовий призер молодіжного чемпіонату Європи: 2023
 «Чорноморець»:
 Півфіналіст Кубку України: 2023/24
 «Металіст 1925»:
 Бронзовий призер Першої ліги України: 2024/25